# اللجنة الاقتصادية لإفريقيا
اللجنة الاقتصادية لإفريقيا التابعة للأمم المتحدة تأسست في عام 1958 بهدف تشجيع التعاون الاقتصادي بين الدول الأعضاء (القارة الإفريقية). وهي إحدى اللجان الإقليمية الخمسة للمجلس الاقتصادي والاجتماعي للأمم المتحدة (ECOSOC) ، والتي ترفع تقاريرها مباشرة. وتتكون اللجنة من 54 دولة من الدول الأعضاء. ويقع مقرها في أديس أبابا في إثيوبيا ولديها خمسة مكاتب إقليمية.

## الهيكل
للجنة ستة أقسام عضوية مسؤولة عن تنفيذ البرامج :
- تطوير السياسات والإدارة
- السياسة الاقتصادية والاجتماعية
- المساواة بين الجنسين والتنمية
- المعلومات من أجل التنمية
- التنمية المستدامة
- التجارة والتكامل الإقليمي

## الدول الأعضاء
- جنوب إفريقيا
- الجزائر
- أنغولا
- بنين
- بوتسوانا
- بوركينا فاسو
- بوروندي
- الكاميرون
- الرأس الأخضر
- جمهورية إفريقيا الوسطى
- جزر القمر
- جمهورية الكونغو
- جمهورية الكونغو الديمقراطية
- ساحل العاج
- جيبوتي
- مصر
- إرتريا
- إثيوبيا
- الغابون
- غامبيا
- غانا
- غينيا
- غينيا بيساو
- غينيا الاستوائية
- كينيا
- ليسوتو
- ليبيريا
- ليبيا
- مدغشقر
- مالاوي
- مالي
- موريشيوس
- موريتانيا
- المغرب
- موزمبيق
- ناميبيا
- النيجر
- نيجيريا
- أوغندا
- رواندا
- ساو تومي وبرينسيب
- السنغال
- سيشل
- سيراليون
- الصومال
- السودان
- جنوب السودان
- إسواتيني
- تنزانيا
- تشاد
- توغو
- تونس
- زامبيا
- زيمبابوي

## المقاعد
- أديس أبابا، إثيوبيا (المقر)
- ياوندي، الكاميرون (المقر الفرعي الإقليمي في إفريقيا الوسطى)
- كيغالي، رواندا (المقر الفرعي الإقليمي في إفريقيا الشرقية)
- طنجة، المغرب (المقر الإقليمي الفرعي في إفريقيا الشمالية)
- لوساكا، زامبيا (المقر الفرعي الإقليمي في جنوب إفريقيا)
- نيامي، النيجر (المقر الفرعي الإقليمي في غرب إفريقيا)

### مقالات ذات صلة
- المجلس الاقتصادي والاجتماعي للأمم المتحدة

### رابط خارجي
- الموقع الرسمي